# والاس أ. بيكويذ
والاس أ. بيكويذ (بالإنجليزية: Wallace A. Beckwith)‏ هو عسكري أمريكي، ولد في 28 فبراير 1843 في نيو لندن في الولايات المتحدة، وتوفي في 22 نوفمبر 1929 في Waterford, Connecticut ‏ في الولايات المتحدة.